# ليديا مويسيس
ليديا مويسيس (بالبرتغالية: Lydia Moisés‏) هي منشدة برازيلية، ولدت في 3 فبراير 1983.